# San Giacomo (Valle Castellana)
San Giacomo is een plaats (frazione) in de Italiaanse gemeente Valle Castellana.